# Servizio volontari del museo statale Ermitage
Il Servizio volontari del museo statale Ermitage a San Pietroburgo, in Russia, è un'iniziativa che unisce studenti russi e stranieri in una organizzazione giovanile, offrendo la possibilità di sperimentare da vicino l'impegno quotidiano del museo e prendere parte diretta nella preparazione e svolgimento di diversi tipi di eventi, nonché di lavorare a numerosi progetti indipendenti, che possono rispecchiare gli interessi personali dei volontari.

## Scopo
Lo scopo principale dell'organizzazione è quello di mettere in contatto i giovani con la cultura artistica internazionale attraverso l'accesso alle varie ed estese collezioni del museo. Il programma di volontariato si propone di far capire ai più giovani l'importanza della storia e delle tradizioni e di instillare in loro un senso di responsabilità per la preservazione della cultura. L'organizzazione coinvolge giovani studenti in vari progetti culturali, molti dei quali sono direttamente connessi alle diverse attività del museo.

## Storia
Poco prima della celebrazione del terzo centenario di San Pietroburgo, nel gennaio 2003, Mikhail Kozhukhovskij propose all'Amministrazione del Museo dell'Ermitage di creare un programma di volontariato per studenti di lingue straniere al museo, con lo scopo di aiutare ad organizzare le attività in onore dell'anniversario della nascita della città. Di conseguenza, anche prima dell'approvazione del programma presso lo State Hermitage Museum, 150 persone sono state selezionate e preparate per il lavoro nel museo. In primavera, il programma ha ricevuto il sostegno del Comitato per celebrare il 300º anniversario di San Pietroburgo, e il 23 maggio 2003 i volontari hanno avuto accesso ufficiale alle sale del Palazzo d'Inverno. Kozhukhovsky è diventato membro del personale del museo e capo del Servizio volontari, che ha ricevuto lo status di un programma speciale, e da allora ha operato con successo. 
Durante i primi anni di esistenza del servizio, sono stati elaborati schemi di cooperazione tra i volontari con vari dipartimenti del museo e le aree prioritarie di lavoro sono state definite sia nell'Ermitage che altrove.
Il Servizio Volontari del Museo Statale Ermitage si rinnova continuamente attraverso un costante flusso di nuovi volontari. Studenti e lavoratori, russi e stranieri, giovani e adulti lavorano insieme per migliorare l'andamento generale del museo. Attualmente i volontari coinvolti nel progetto provengono da diversi paesi del mondo compresi Russia, Svizzera, USA, Germania, Francia, Spagna, Italia, Polonia, Romania, Turchia, Libano, Brasile e molti altri paesi. Ogni volontario dedica del tempo all'associazione in base ai suoi orari e alle sue capacità. Tra i molti volontari che partecipano al programma sono presenti linguisti, storici dell'arte, giornalisti, insegnanti, programmatori, e persone provenienti da altre professioni non necessariamente collegate alla sfera della cultura. Ad esempio, al programma hanno preso parte, tra gli altri, un autista di autobus, un aracnologo e una ballerina. Dopo aver lasciato il servizio di volontariato, molti restano in contatto con il programma e con gli altri membri; in questo modo l'organizzazione ha stabilito un'estesa rete internazionale di contatti.

## Riconoscimenti
Il 23 novembre 2013 il Consiglio delle Politiche Giovanili del governo di San Pietroburgo ha organizzato una celebrazione in onore dell'associazione di volontari del Museo Statale Ermitage nell'atrio del museo stesso. Lo scopo principale della celebrazione era di incoraggiare il lavoro dei giovani volontari del museo e di promuovere le attività e i progetti di volontariato tra i cittadini, le autorità e le istituzioni.  Tra le 150 organizzazioni di volontariato che hanno preso parte al concorso organizzato in questa occasione, le migliori sono state premiate con diplomi e certificati. Come partecipante al concorso "Programmi di volontariato più efficienti", il Museo Statale Ermitage ha vinto il premio nella categoria "Organizzazione di Eventi Municipali". Il coordinatore del programma di volontariato del Museo dell'Ermitage, Mikhail Kozhukhovskij, è stato premiato con un diploma onorario e una statua in bronzo ritraente il protagonista de "Il Piccolo Principe".

## Attività
Alcuni esempi delle attività alle quali partecipano i membri dell'associazione sono:
- Reception e Security: accogliere ed assistere i visitatori, controllare i biglietti e fornire informazioni
- Progetti scientifici: inventariare articoli del museo, aiutare con la conservazione, la restaurazione e gli scavi archeologici, classificare e gestire i beni culturali presenti nel museo
- Preparare pubblicazioni e corrispondenza per il museo
- Sviluppare nuove tecnologie di comunicazione e creare grafica per progetti multimediali
- Aiutare nell'organizzazione di seminari e conferenze internazionali (tra i principali, l'International Charitable Gala, ricevimento annuale che si svolge all'interno del Palazzo d'Inverno, riunioni dell'Hermitage Friends Club)
- Svolgere lavori di traduzione
- Insegnare lingue straniere e creare gruppi di conversazione
- Aiutare a spostare artefatti ed esposizioni

L'attività del Servizio Volontariato include la creazione e la realizzazione di progetti personali, al fine di sollecitare l'attenzione dei giovani nei confronti di problemi contemporanei del patrimonio culturale e ad infondere un senso di responsabilità per la sua conservazione. Le attività dei volontari in questo senso hanno avuto maggior risonanza in occasione della manifestazione educativo-culturale "Palmyra: Breathing Life!" (maggio 2016) che ha riunito più di tre dozzine di progetti volti a sensibilizzare il pubblico circa la malconservazione dei monumenti storici e culturali.
Inoltre, molti progetti vengono realizzati nell'ambito della preparazione e della partecipazione ad eventi internazionali, quali: "Museum Night", "Cosmonautics Day", "Day of European Languages", "Hermitage Days".

## Progetti

### WHY – World Heritage & Youth
WHY è il progetto principale del Servizio Volontari del Museo Statale Ermitage. Il suo scopo principale è quello di dare risalto all'importanza delle tradizioni. Questo progetto coinvolge i volontari in vari eventi e conferenze che riguardano la preservazione della cultura. Un esempio del tipo di attività affrontata dal progetto WHY è il dibattito organizzato in occasione della costruzione del centro Okhta, uno dei progetti architettonici più criticati oggigiorno a San Pietroburgo. Molti volontari hanno reagito negativamente alla sua potenziale realizzazione, evidenziando l'importanza di preservare il centro storico della città. L'associazione dei volontari è attivamente coinvolta nella discussione riguardo a questo controverso progetto.

### Progetto Ropsha
Il progetto Ropsha fu il primo progetto creato dal Servizio Volontari del Museo Statale Ermitage. La città di Ropsha, situata a sud ovest di San Pietroburgo, ospita un importante palazzo inserito nel catalogo dei Patrimoni dell'Umanità dell'UNESCO. I volontari hanno preso parte alla campagna contro la distruzione di questo monumento. Hanno iniziato diffondendo informazioni riguardo a questo palazzo ed hanno poi creato un archivio unico. Il progetto comprendeva la creazione del Museo "Albero di Natale" sito nel Palazzo, per aiutare i bambini del luogo a comprendere le tradizioni di questa festa quasi universale. 

### Università Estiva
A partire dal 2009, il Volunteer Service dello State Hermitage Museum, nell'ambito del progetto WHY (World Heritage & Youth), organizza annualmente un'università estiva per gli studenti vincitori di un concorso indetto dalla Rosatom State Corporation, la società pubblica per l'energia nucleare. Nel corso di due/quattro settimane, giovani provenienti da diverse parti del Paese, dopo aver ricevuto un'istruzione tecnica preventiva, lavorano come volontari all'Ermitage, visitano musei-riserve, incontrano esperti nel campo del patrimonio culturale e custodi di musei, partecipano a scavi archeologici. Grazie all'esistenza di questo progetto, ai giovani viene offerta un'esperienza unica di lavoro museale, penetrando più a fondo nella comprensione del valore del patrimonio culturale e ponendo in una nuova prospettiva la storia e alla cultura del loro Paese natale.

### Giochi, ricerche e concorsi
Ogni anno il Servizio Volontari del Museo Statale Ermitage organizza giochi e attività per ragazzi delle scuole primarie e superiori. Per esempio, attraverso giochi interessanti e divertenti, gli studenti possono acquisire nozioni di storia e cultura mondiale. È un viaggio interessante attraverso le sale del museo alla ricerca di tesori inusuali ed esibizioni incunsuete. Lo scopo è quello di presentare la storia in modo facilmente comprensibile ai giovani. Ogni gioco è incentrato su di un particolare aspetto della storia, del patrimonio universale o della tradizione. Nel febbraio del 2009 il programma di volontariato ha creato un gioco chiamato "Il giorno degli Sciiti" che ha aiutato i giovani non solo a scoprire la cultura sciita, ma anche le popolazioni nomadi della ricca cultura di Pazyryk. Il gruppo dei volontari organizza anche concorsi sviluppati in collaborazione con le scuole, che li comprendono poi nel loro programma didattico. Anche altri vari dipartimenti del museo vengono coinvolti in questo tipo di attività. Quando prendono parte alle escursioni e alle ricerche, gli studenti possono riscoprire in modo ricreativo la storia e la cultura. Giochi, ricerche e concorsi:
- Scopri la tua Europa nell'Ermitage, settembre 2017
- Dei. Stelle. Pianeti. 12 aprile 2017
- Scopri la tua Europa nell'Ermitage, settembre 2016
- Leggende del Cosmo, 12 aprile 2016

- Scopri la tua Europa nell'Ermitage, settembre 2015
- Scopri la tua Europa nell'Ermitage, settembre 2013
- Scopri la tua Europa nell'Ermitage, settembre 2012
- Olimpiadi dei Volontari 2010, aprile 2010
- KotoVasiya KotoManiya, marzo 2009
- Olimpiadi dei Volontari 2009, aprile 2009
- Giorno degli Sciiti, aprile 2009
- Indiana Jones all'Ermitage, novembre 2008

### Concorsi di grafica e animazione al computer
Dal 2005 il Servizio Volontari del Museo Statale Ermitage ha ospitato concorsi per studenti nel campo della tecnologia informatica. Ogni anno i volontari sviluppano e organizzano concorsi collaborando con il NMO "School Center". Il tema dei concorsi dipende dalle esposizioni e dagli eventi ospitati dal museo e i partecipanti hanno un'età compresa tra i 6 e i 17 anni. I concorsi includono dei programmi didattici speciali, uno staff di insegnanti di informatica e volontari e una cerimonia di premiazione ufficiale. Le opere che possono essere presentate ai concorsi sono di vario genere, incluse animazioni, prestazioni multimediali e arti informatiche. Le opere vincitrici vengono poi mostrate sui monitor nella hall del museo. I concorsi organizzati dal Servizio dei Volontari dell'Ermitage sono:
- Ermitage: preservando il patrimonio della nazione, settembre-dicembre 2018
- L'Ermitage e il balletto russo, marzo-maggio 2018
- L'Ermitage in un'epoca di transizione, ottobre-dicembre 2017
- Tour de France 1717: il lungo viaggio di Pietro il Grande, febbraio-maggio 2017
- Bisanzio e Russia, settembre-dicembre 2016
- Palmyra: Breathing Life!, marzo-maggio 2015
- Buenos Dias, Argentina, settembre-dicembre 2015
- La rana viaggiatrice, aprile-novembre 2015
- Nascita dell'Ermitage, dicembre 2014-aprile 2015
- Il favoloso mondo che sogniamo, dicembre 2012
- Gatti – grandi e piccoli, aprile 2012
- 9 giorni prima delle Calende di Settembre, dicembre 2011
- Il Garage di Nicola II nel Palazzo d'Inverno, febbraio 2011
- ...ai Confini della Scoperta, ottobre 2010
- Sulle Tracce degli Dei dell'Olimpo, aprile 2010
- L'autografo di San Pietroburgo, maggio 2009
- Multicat 2009, marzo 2009
- Ultimo dell'Anno, dicembre 2007
- Storia dell'Albero di Natale, dicembre 2005